# Nansen-pas
Nansen-passet var et internationalt anerkendt identitetsdokument for statsløse flygtninge. Det blev indført i 1922 af Folkeforbundet  på initiativ af dets første flygtningehøjkommissær, Fridtjof Nansen. Det blev anerkendt af flere end 50 stater og i alt udstedtes ca. 450.000 Nansen-pas. Nansen-passet blev først og fremmest udstedt til flygtninge fra den Russiske Revolution samt til armenske flygtninge. 
Nansen fik Nobels Fredspris i 1922.
Nansens humanitære arbejde videreførtes efter hans død i 1930 af det Internationale Nansenkontor i Genève. På baggrund af dets indsats for statsløse flygtninge tildeltes Nansenkontoret Nobels Fredspris i 1938.
FN er Folkeforbundets efterfølger og udsteder stadig rejsedokumenter til statsløse flygtninge, men selve Nansen-passet udstedes ikke mere.